# Emae (langue)
L’emae (ou fakamae, emwae, mae, mwae), est une langue océanienne parlée par 400 locuteurs, dans l'île d'Emae au centre du Vanuatu. 
Parmi la centaine de langues parlées au Vanuatu, l’emae est l’une des trois langues polynésiennes – le fruit de migrations tardives venues de Polynésie.
Les locuteurs de l'emae sont généralement bilingues dans la langue nakanamanga, ainsi que dans le créole bichelamar.